# 동래영 구군복
동래영 구군복(東萊營 具軍服)은 부산광역시 동래구 안락동, 충렬사에 있는 조선시대의 구군복이다. 2004년 5월 8일 부산광역시의 민속문화재 제4호로 지정되었다.

## 같이 보기
- 구군복

## 참고 자료
- 동래영구군복 - 국가유산청 국가유산포털